# Округ Елмор (Алабама)
Округ Елмор (енгл. Elmore County) је округ у америчкој савезној држави Алабама. По попису из 2010. године број становника је 79.303. Седиште округа је град Ветампка.

## Демографија
Према попису становништва из 2010. у округу је живело 79.303 становника, што је 13.429 (20,4%) становника више него 2000. године.
| Група             | 2000.          | 2010.          |
| Белци             | 50.376 (76,5%) | 59.449 (75,0%) |
| Афроамериканци    | 13.597 (20,6%) | 15.900 (20,0%) |
| Азијати           | 238 (0,4%)     | 518 (0,7%)     |
| Хиспаноамериканци | 805 (1,2%)     | 2.129 (2,7%)   |
| Укупно            | 65.874         | 79.303         |